# Mellby Center
Mellby Center är ett köpcentrum i Mellbystrand i Laholms kommun, som ägs av Eurocommercial Properties. Köpcentret är beläget på Söderleden i Mellbystrand. Här finns bland annat butiker och restauranger som Dressmann, Guldfynd, ICA Maxi, Kappahl, Lindex och McDonald’s

## Butiker
- Blomsterdesign
- Apotek Hjärtat
- Kappahl
- Guldfynd
- Lindex
- Dressmann
- Klippkompaniet
- ICA Maxi
- Optikmagasinet
- Delikatessvagnen
- McDonald's
- Tinzimara
- Sjöhästen Café & Restaurang